# Берта Бенц
Сесілія Берта Рінгер, у шлюбі Бенц (нім. Cäcilie Bertha Ringer Benz; 3 травня 1849 — 5 травня 1944) — німецька підприємиця, винахідниця міжміських автомобільних поїздок, ділова партнерка автоінженера та винахідника Карла Бенца, інвесторка та співрозробниця першого у світі автомобіля Benz Patent-Motorwagen. 5 серпня 1888 року здійснила першу в історії автомобільну поїздку на довгу відстань (105 км).

## Біографія

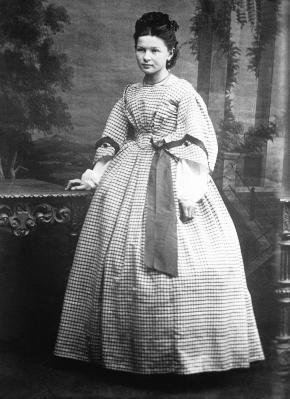
Берта Бенц у віці 18 років, близько 1867 року

Народилася 3 травня 1849 року в багатій родині у Пфорцхаймі у Великому Герцогстві Баден.
За два роки до шлюбу з Карлом Бенцом вона використала частину свого посагу, щоб інвестувати в його першу компанію — ливарно-механічний цех. Вона змогла це зробити як неодружена жінка, проте після шлюбу, згідно з німецьким законодавством, втратила право виступати інвесторкою.
20 липня 1872 року Берта Рінгер одружилася з Карлом Бенцом. Він продовжував використовувати її посаг для розвитку своєї нової компанії Benz & Cie.
У грудні 1885 року чоловік закінчив роботу над першим у світі автомобілем Benz Patent-Motorwagen. Окрім того, що Берта частково фінансувала його розробку, вона ще й внесла низку пропозицій щодо дизайну, наприклад, запропонувала зробити шкіряні гальмівні колодки. Відповідно до сучасного законодавства, вона мала б патентні права, але як одруженій жінці їй не дозволялося називатися винахідницею патенту.

### Перша міжміська автомобільна поїздка

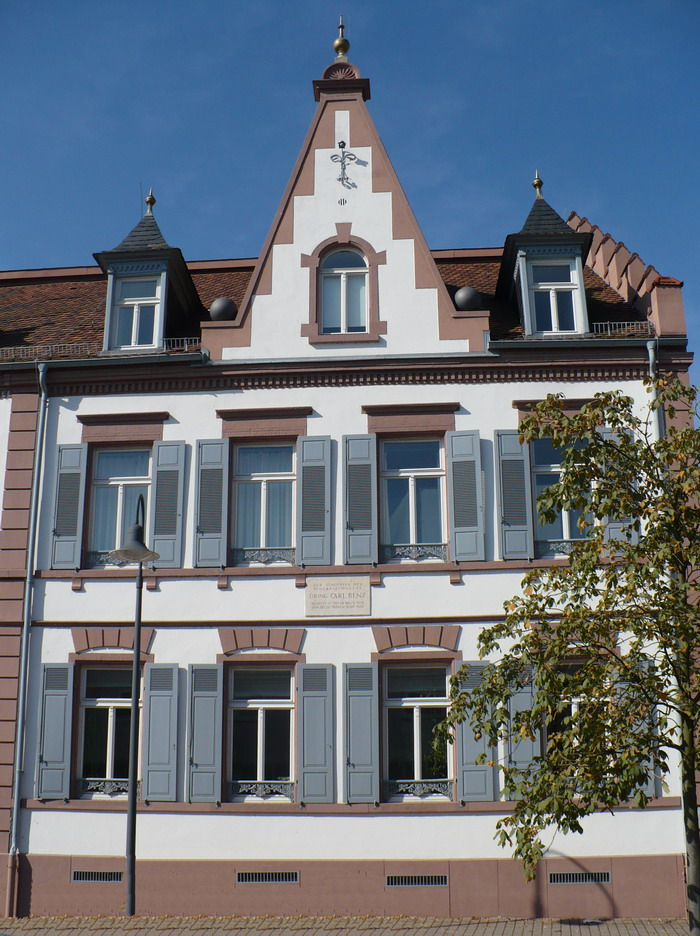
Останній дім Карла та Берти Бенц, тепер місцезнаходження Фонду Готліба Даймлера та Карла Бенца в Ладенбурзі, Баден-Вюртемберг

5 серпня 1888 Берта Бенц взяла без відома чоловіка автомобіль і здійснила на ньому поїздку з двома синами з Мангайма у Пфорцгайм, щоб відвідати свою матір. Попри цю декларативну мету, Берта Бенц мала мотив довести чоловікові, що автомобіль, у який вони вклали великі кошти, матиме фінансовий успіх.

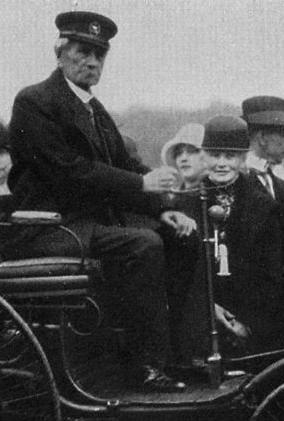
Карл і Берта Бенц 1925 - Zenodot Verlagsges. mbH

За день Берта з дітьми подолала загалом 106 км. По дорозі вони кілька разів купували бензин в аптеках (він продавався там як засіб для чищення) і лагодили гальмо й приводні паси у лимаря. Кілька разів їм довелося долати підйоми, штовхаючи автомобіль у гору.
Бенц доїхала до Пфорцгайма після сутінків і повідомила чоловікові про свій успішний шлях телеграмою. Через кілька днів вона повернулася до Мангейма.
Після цієї подорожі подружжя вдосконалило автомобіль. Зокрема, Берта запропонувала розробити додаткову передачу для підйому на пагорби та гальмівні накладки для покращення гальмівної потужності.

### Подальше життя
У 1906 році родина Бенц переїхала на віллу в Ладенбурзі, де Карл створив компанію «Benz and Sons». Сім'я прожила там 30 років.
У 1925 році Карл Бенц у своїх мемуарах написав: «Лише одна людина залишилася зі мною на маленькому кораблі життя, коли здавалося, що йому судилося затонути. Це була моя дружина. Сміливо й рішуче вона підняла нові вітрила надії».
Берта Рінгер Бенц померла на віллі у віці 95 років 5 травня 1944 року.